# Adeline McKinlay
Adeline McKinlay war eine US-amerikanische Tennisspielerin im letzten Jahrzehnt des 19. Jahrhunderts.

## Erfolge
Im Jahr 1892 gewann sie mit der Irin Mabel Cahill das zum vierten Mal ausgetragene Damendoppel bei den US-amerikanischen Tennismeisterschaften. Sie besiegten A. H. Harris und Arny Williams in zwei Sätzen glatt mit 6:1, 6:3.